# Banque Chalot
Pour les articles homonymes, voir Chalot (homonymie).
Le Comptoir de commerce du Havre, ou Banque Chalot, est une ancienne banque française, issue de l'ancienne Banque Heuzé fondée en 1848. Son capital était estimé à 8 millions de francs en 1939. 
C'est une ancienne banque familiale dont l'établissement était situé dans la ville du Havre.
André Chalot de la banque Chalot est l'un des initiateurs de l'autonomie de la Ligue coloniale du Havre en 1921.

## Disparition
Le siège de la banque a été détruit lors du bombardement du Havre par l'aviation britannique en 1944. 